# Егір (супутник)
Егір (лат. Aegir; давньоскан. Ægir) — п'ятдесят п'ятий за віддаленістю від планети супутник Сатурна. Відкритий американськими астрономами Скоттом Шеппардом, Девідом Джуїттом, Дженом Кліною і Браяном Марсденом 4 травня 2005 року за зображеннями, отриманими в період з 12 грудня 2004 року до 11 березня 2005 року.
У скандинавській міфології Егір — бог спокійного моря, син Форньйота, брат Логі та Карі.
Інші позначення Сатурн XXXVI, S/2004 S 10.
Егір має діаметр близько 6 км, обертається на відстані 19,618 млн. км від планети у напрямку, протилежному до напрямку добового обертання Сатурна. Період обертання 1025,908 днів. Ексцентриситет орбіти 0,237, нахил — 167° до екліптики (148° до екватора Сатурна).

## Корисні посилання
- Супутники Сатурна. Дані Інституту астрономії.(англ.)
- Циркуляр МАС №8523: Оголошення про відкриття нових супутників Сатурна[недоступне посилання з квітня 2019](англ.)
- Циркуляр МАС №8826: Назви нових супутників Сатурна і Юпітера [Архівовано 10 січня 2020 у Wayback Machine.](англ.)
- Електронний циркуляр ЦМП MPEC 2005-J13: Дванадцять нових супутників Сатурна [Архівовано 29 травня 2012 у Archive.is](англ.)